# Къща музей „Райна Княгиня“
Къщата музей „Райна Княгиня“ в Панагюрище е родната къща на Райна Княгиня.
Обявена е за паметник на културата с национално значение, включена е сред Стоте национални туристически обекта на Българския туристически съюз.
Построена през 1673 г., на 18 януари 1856 г. в къщата се ражда Райна Княгиня, а на 3 май 1950 г. отваря официално врати като къща музей.

## История

### Построяване
Годината на построяването – 1673, е отбелязана върху греда на голямата порта. Сградата е представител на асиметричните домове. Първите ѝ собственици са Тасо и Михо.

### Музей
През 1950 г. родният дом на Райна Княгиня е превърнат в музей. За над половин век посетителите са над два милиона. Виртуалните посещения също са много – за 2022 г. къщата музей „Райна Княгиня“ е най-посещавания туристически обект у нас според потребителите на мобилното приложение „iLoveBulgaria“, разработено със съдействието на Министерството на туризма.
На първия етаж е имало занаятчийска работилница, която днес е превърната в експозиция, посветена на живота на Райна Княгиня в периода на Априлското въстание. На втория етаж има етнографска експозиция. Съхранява се и единственото копие на Главното знаме на панагюрските въстаници (оригиналното изгаря), което Райна Княгиня възпроизвежда през 1901 г. по повод първото честване на Априлското въстание.
През 1992 г. наследниците на Райна Княгиня дават дома на Община Панагюрище.
През 2019 г. е обновена експозицията на първи етаж – таблата и витрините, в които са изложени лични вещи на Pайна и на нейното семейство.

### Паметници
В двора на къщата музей е изградена мраморна статуя на Райна. През 1976 г., по случай 100-годишнината от Априлското въстание, тленните останки на Райна Княгиня са пренесени и поставени в специална мощехранителница под статуята. В непосредствена близост се намира паметник на нейния баща, Георги Футеков.

### Реставрация
В периода 1979 – 1981 г. е извършена основна реставрация на къщата.

## Външна препратка
- Виртуална разходка на къща музей „Райна Княгиня“